# Ea Păl
Ea Păl là một xã thuộc tỉnh Đắk Lắk, Việt Nam.
Xã Ea Păl có diện tích 36,89 km², dân số năm 2005 là 7.190 người, mật độ dân số đạt 195 người/km²..